# Maria Azenha
Maria Azenha (Coimbra, dezembro de 1945) é uma poeta portuguesa.
Licenciou-se em Ciências Matemáticas pela Universidade de Coimbra. Exerceu funções docentes nas Universidades de Coimbra, Évora e Lisboa. Desempenhou actividade docente no Quadro de Nomeação Definitiva na Escola de Ensino Artístico António Arroio. Membro da Associação Portuguesa de Escritores e Membro de Honra do Núcleo Académico de Letras e Artes de Lisboa.

## Obras publicadas em português
- 1987 — Folha Móvel, Edições Átrio, Lisboa
- 1991 — Pátria D' Água, Edições Átrio, Lisboa
- 1992 — A Lição Do Vento, Edições Átrio, Lisboa
- 1992 — O Último Rei de Portugal, Colecção Poesia, Fundação Lusíada, Lisboa
- 1998 — O Coração dos Relógios, Editora Pergaminho, Lisboa
- 1998 — Concerto Para o Fim do Futuro, Editora Hugin, Lisboa
- 1999 — P.I.M. (Poemas de Intervenção e Manicómio), Universitária Editora, Lisboa
- 2000 — Poemas Ilustrativos de Pintura de Valdemar Ribeiro, Edição Symbolos, Porto
- 2002 — Nossa Senhora de Burka, Editora Alma Azul, Coimbra
- 2006 — Poemas Ilustrativos - De Camões a Pessoa - Viagem Iniciática, Editora Setecaminhos, Lisboa
- 2008 — A Chuva nos Espelhos, Editora Alma Azul, Coimbra
- 2009 — O Mar Atinge-nos, CD - Editora Discográfica Metro-Som, Lisboa
- 2010 — De Amor Ardem os Bosques, Edição Independente, Lisboa
- 2011 — A Sombra da Romã, Editora Apenas Livros, Lisboa
- 2012 — Num Sapato de Dante, Escrituras Editora, São Paulo, Brasil  - Semifinalista ao Prémio Portugal Telecom de Literatura
- 2016 — A Casa de Ler no Escuro, Editora Urutau, São Paulo BR e Galiza ESP (1ª. Edição Esgotada | 2ª Reimpressão, Maio de 2017) — Finalista do Prémio Internacional de Poesia Glória de Sant' Anna 2017
- 2017 — As Mãos no Fogo, Escrituras Editora, São Paulo, Brasil
- 2018 — Xeque-Mate, Editora Urutau, São Paulo BR, Galiza ESP e Portugal
- 2018 — De Amor Ardem os Bosques - (Edição revista) - Editora Jaguatirica, Rio de Janeiro, Brasil
- 2019 — A Mamã por Cima dos Telhados e o meu Amor, Editora Urutau, São Paulo BR, Galiza ESP e Portugal
- 2020 — Bosque Branco, Editora Urutau, São Paulo BR, Galiza ESP e Portugal
- 2021 — A Loucura das Facas, Editora Urutau, São Paulo BR, Galiza ESP e Portugal
- 2023 — O Livro do Absurdo, Editora Urutau, São Paulo BR, Galiza ESP e Portugal
- 2024 — A Casa da Memória, Editora Urutau, São Paulo BR, Galiza ESP e Portugal
- 2025 — Abro Livros, Encontro Espelhos / Abro Libros, Encuentro Espejos, Edição bilíngue (PT-ESP), Tradução de José Angél Cilleruelo,  Selo La Aba Poru, Editora Urutau, São Paulo BR, Galiza ESP e Portugal

## Antologias de Poesia
- 1982 e 1983 - Madrugada 2 e 3, Edição do Movimento de Escritores Novos
- 1984 a 1987 - Anuários de Poesia 1, 2, 3 e 4, Edição Assírio & Alvim
- 1989 - Hora Imediata (Hora Extrema), Edições Átrio
- 1989 - 100 Anos (Federico Gracia Lorca), Universitária Editora
- 1989 - Viola Delta - 14º. Volume, Edições Mic
- 1991 - Antologia de Homenagem a Cesário Verde, Edição Câmara Municipal de Oeiras
- 1994 - Simbólica 125 Anos, Edição Ateneu Comercial do Porto
- 2001 - 25 Poemas no Feminino, Edição da Junta de Freguesia da Penha de França
- 2001 - Poesia do Mundo 4, Colecção Palavra Poema, Antologia Bilingue, Palimage / Terra Ocre Edições
- 2002 - Revista de Artes e Ideias, nºs 4 e 5, Editora Alma Azul
- 2002 - Gabravo - Colectânia, Artdomus, S. Pedro de Sintra
- 2003 - Povos e Poemas (Edição Bilingue), Universitária Editora
- 2004 - Na Liberdade - Antologia Poética(Homenagem de Poesia aos 30 anos do 25 de Abril), Garça Editora
- 2004 - Neruda, Cem Anos Depois (Reflexos na poesia portuguesa)], Edição Universitária Editora, Lda
- 2003 e 2004 - Poema Colectivo - O Fulgor da Língua]| Projecto Inserido nos Eventos de Coimbra - Capital Nacional da Cultura
- 2005 - Antologia / Pablo Neruda, Universitária Editora
- 2008 - DI VERSOS - Poesia e Tradução, nº. 14,  Edições Sempre- Em- Pé]
- 2010 - O Prisma das Muitas Cores - Poesia de Amor Portuguesa e Brasileira, Editora Labirinto
- 2013 - Entre o sono e o sonho - Antologia de Poesia Contemporânea, Vol. IV - Tomo II, Chiado Editora
- 2013 - Doce inimiga, Solidariedade com a Colômbia - Organização de Maria do Sameiro Barroso, Editora Labirinto
- 2013 - Antologia sobre a água - Organização de Maria do Sameiro Barroso e Pedro Salvado
- 2018 - IXQUIC -  Antología Internacional de Poesía Feminista, Chile, Editorial Verbum], Compiladora - Daniela Sol (Talca, Chile, 1983) poeta y académica. Doctora en Filosofía y Letras por la Universidad de Alicante y Máster en Estudios Latinoamericanos por la Universidad Nacional Autónoma de México
- 2018 - POETAS MUJERES - VOCES DE MÉXICO Y PORTUGAL, Antologia bilingue PT/ESP, Ediciones Eternos Malabares - México, Apresentação na FIL Guadalajara]
- 2020 - Quem dera o sangue fosse só o da menstruação - Volume II], Organização de Débora Ribeiro Rendelli, Editora Urutau, São Paulo, Brasil

## Tradução
- 2016  —  La rivista «ATELIER» ha periodicità trimestrale e si occupa di letteratura contemporanea / Itália]
- 2017  —  Revista de Poesia «OTRO PÁRAMO», revista dedicada a recoger y difundir otra agua: la poesía. Está escrita en español y su sede se encuentra en Colombia]
- 2019  —  EL CIERVO - Revista de pensamiento y cultura]. Año LXIX. nº. 776. Julio-Agosto de 2019 (Fundada en 1951) Barcelona - Espanha | Participação com tradução do poeta e professor José Ángel Cilleruelo
- 2019  —  "La casa de leer en lo oscuro”, traducción de José Ángel Cilleruelo, Edición bilingüe portugués-español, Ediciones Trea - España
- 2021  —  "BOSQUE BLANCO”, traducción de Carlos Ciro, Edición bilingüe portugués-español, Cuadernos Negros Editorial [Fundación Pundarika] - Colombia
- 2023  —  "ADA LÍRICA  - Poesía & Cine & Arte" - Participação com traduções para Castelhano e Polaco por Ada Trzeciakowska / Site: adalirica.com
- 2024  — "IL PIETRISCO TRANSLATIONS" – Mirrors, Landscapes, Battles, 21st-Century Poetry by Women /  Edited by: Monica Boria & Ángeles Carreres - Maria Azenha translated from the Portuguese into English by Lesley Saunders

## Participações Diversas
- 1987 - 3º. Encontro de Poesia de Vila Viçosa
- 1993 - Participação na Revista Semestral de Cultura OXALÁ, nº.2, Escola Secundária IBN Mucana Cascais
- 1995 - Sociedade Portuguesa de Autores, Lisboa
- 1998 - Encontro Internacional de Poetas, Organizado pela Faculdade de Letras da Universidade de Coimbra]
- 1998 - "Todos em Pessoa"] no Teatro Municipal de São Paulo] e Teatro Paulo Eiró - Espectáculo litero-musical promovido pela Secretaria de Estado da Cultura de S.Paulo, Brasil
- 2000 - Revista de Artes e Ideias | 7 | Coimbra, Editora Alma Azul, Coimbra
- 2001 - IV Encontro Internacional de Poetas ]- Grupo de Estudos Anglo-Americanos / Faculdade de Letras da Universidade de Coimbra
- 2002 - Encontro de Escritores - Recife - Brasil
- 2002 - REVISTA NON - Revista Crítica de Opinião, Ideias e Artes] - Direcção de Rui Bebiano] (Entre Março de 1996 e Outubro de 2002)
- 2003 - Concerto de Solidariedade pela dignidade, Contra o tráfico, escravatura sexual e causas da prostituição - O Ninho]  - Primeira Iniciativa do Género, Coliseu dos Recreios, em Lisboa.
- 2005 - II Bienal de Poesia, Silves
- 2006 - Colóquio Internacional "Discursos e Práticas Alquímicas"], Organização pelo TriploV com o apoio da Fundação para a Ciência e a Tecnologia - Ministério da Ciência e do Ensino Superior
- 2008 - III Bienal de Poesia, Silves
- 2010 - IV Bienal de Poesia, Silves
- 2010 - Ciclo de conferências "Diálogos com a Ciência", organizado pela Reitoria da Universidade do Porto]
- 2010 - Adelaide Cabete e a Palavra Encontrada - História de uma Fundadora, organização de Risoleta Pinto Pedro, edição quadrilingue, Padrões Culturais Editora, Lisboa
- 2010 - O livro íntimo dos Rosacruzes de Portugal (1979/2009), Edição Loja Rosacruz de Lisboa, Lisboa
- 2011 - Participação na REVISTA TRIPLOV de Artes, Religiões e Ciências, nº. 11
- 2012 - Participação na REVISTA EL ALAMBIQUE - Fundación Alambique para la Poesía - Guadalajara - España
- 2012 - Participação na REVISTA TRIPLOV de Artes, Religiões e Ciências, nº. 23, 24, 27, 32 e 33
- 2012 - Participação na REVISTA “A SUL DE NENHUM NORTE”, nº.8, Organização de Maria Sousa & Nuno Abrantes
- 2013 - “Degustar palavras” - Organização de Samuel Pimenta sob o tema “A Poesia como Espaço de Intimidade do Ser"
- 2013 - Participação na REVISTA INCOMUNIDADE | "Edição 16" - Outubro | Direcção - Henrique Prior]
- 2014 - Participação na REVISTA TRIPLOV de Artes, Religiões e Ciências, Nova Série | "Número 47" | Agosto-Setembro]
- 2015 - Participação na Revista FANZINE n. 11 | Editor: Francisco José Craveiro de Carvalho | Julho
- 2015 - Participação na REVISTA TRIPLOV de Artes, Religiões e Ciências, Nova Série | "Número 53" | Agosto-Setembro]
- 2015 - Participação na REVISTA TRIPLOV de Artes, Religiões e Ciências, Nova Série | Número 55 | Dezembro]
- 2015 - Membro do Júri na Colectânea "Mens Sana", promovida pelaFundação S. João de Deus], em parceria com a Editora Livros de Ontem]
- 2016 - 7faces] - Caderno Revista de Poesia, nº. 12 | Instituto Brasileiro de Informação em Ciência e Tecnologia (IBICT) com ISSN 2177-0794, Letras in.verso e re.verso]
- 2016 - Participação na REVISTA TRIPLOV de Artes, Religiões e Ciências, Nova Série | "Número 56" | Janeiro-Fevereiro]
- 2016 - Participação na REVISTA TRIPLOV de Artes, Religiões e Ciências, Nova Série | "Número 58" | Maio-Junho]
- 2016 - Primeiro Encontro na Quinta do Frade «ARTE, CIÊNCIA E ESPIRITUALIDADE» - EDIÇÃO TRIPLOV | TriploV.com]
- 2016 - Participação na REVISTA TRIPLOV de Artes, Religiões e Ciências, Nova Série | "Número 61" | Novembro-Dezembro]
- 2016 - Segundo Encontro na Quinta do Frade «ARTE, CIÊNCIA E ESPIRITUALIDADE» - EDIÇÃO TRIPLOV | TriploV.com]
- 2017 - Livro solidário “Cinco Lágrimas por Alepo”. Uma iniciativa do Professor Doutor António António Gaspar Cunha – Universidade do Minho]
- 2017 - Participação na REVISTA TRIPLOV de Artes, Religiões e Ciências, Nova Série | "Número 62" | Janeiro-Fevereiro]
- 2017 - Participação na Revista de Cultura Libertária  "A IDEIA" | Número 77 / 80 | Director e editor -  António Cândido Franco, Consultor editorial - Cruzeiro Seixas, Fundador e proprietário - João Freire]
- 2017 - Participação na EUFEME magazine de poesia nº. 3]
- 2017 - Participação na REVISTA TRIPLOV de Artes, Religiões e Ciências, Nova Série | "Número 66" | Agosto-Setembro]
- 2017 - ARCANA - Revista de Arte e Literatura Mística, Editora Urutau, S. Paulo, Brasil
- 2017 - EL MEJOR POEMA DEL MUNDO, 2017 - Premio Internacional de Poesia Jovelhanos, Ediciones Nobel], Oviedo, Espãna
- 2018 - Participação na Revista FANZINE n. 7, 2ª. Série, Editor: Francisco José Craveiro de Carvalho | Maio
- 2018 - Participação na Revista FANZINE n. 9, 2ª. Série, Editor: Francisco José Craveiro de Carvalho | Junho
- 2018 - Participação na Revista FANZINE n. 31, 2ª. Série, Editor: Francisco José Craveiro de Carvalho | Novembro
- 2019 - Colectivo de Poesia NERVO/4, Edição: Maria F. Roldão | Janeiro/Abril
- 2019 - INTEMPESTIVA - Revista de Literatura e Artes Visuais, Urutau] (São Paulo BR e Galiza ESP) | Maio
- 2019 - TLÖN - Revista Literária Independente - nº. 4, Tema: Espelho, Editora: Luiza Nilo Nunes | Julho
- 2020 - Participação na REVISTA INCOMUNIDADE | "Edição 95" – Agosto  | Direcção: Henrique Prior]
- 2020 - LIGEIA - Revista de Literatura, Xornalismo e Investigación] | "Edição nº. 3" – Setembro  | Depósito Legal PO 745/2017 e ISSN 2603-7416 - Editor: Marcus Daniel Cabada / Lugar de edición: Pontevedra (Galicia ESP)
- 2020 - O Labor dos Espelhos, Edição: Poesia, vim buscar-te, Colecção Inéditos, Portugal | Setembro
- 2020 - Participação na Revista FANZINE n. 170, 2ª. Série, Editor: Francisco José Craveiro de Carvalho | Outubro
- 2021 - Participação na Revista FANZINE n. 196, 2ª. Série, Editor: Francisco José Craveiro de Carvalho | Abril
- 2021 - Participação na Revista FANZINE n. 170, 2ª. Série, Editor: Francisco José Craveiro de Carvalho | Julho
- 2021 - Colectivo de Poesia NERVO/12, Edição: Maria F. Roldão | Setembro/Dezembro[1]
- 2021 - Colóquio | Cultura luso-árabe e luso-islâmica] - Auditório da Biblioteca Nacional, Out., Lisboa
- 2022 - Participação no XVIII Seminario Internacional de Poesía `Lenguas Peninsulares´ en Córdoba ESP una iniciativa de Bernd Dietz e Francisco Gálvez
- 2022 - Revista de literatura e artes visuais EU ONÇA 4,  Urutau], São Paulo, Brasil - Galiza e Portugal
- 2022 - InComunidade - Revista Online de Pensamento e Criação, Direcção: Henrique Dória, Portugal
- 2023 - Revista ACROBATA - Literatura, Artes Visuais e Outros Desequilíbrios, Direcção: InComunidade - Revista Online de Pensamento e Criação, Direcção: Demétrios Galvão, Teresina, PI, Brasil / Site: revistaacrobata.com.br
- 2023 - Jornal "Raio de Luz" - Suplemento do número 561,  sobre o centenário do nascimento de Natália Correia (1923-2023)
- 2023 - "Palavras de Bolso" - Um programa de Ana Isabel Gonçalves e Paula Pina no âmbito do PROL - Programa de Literacia Emergente - RTP Play [] / Antena2
- 2024 - Apresentação do livro "Navio" de António Quintas Mendes sob o título "É preciso estar preparado para o infinito"
- 2024 - Participação na "Poética do Tumulto: A liberdade não é uma avenida, é a única saída", Traça Editora, Lagos
- 2025 - "Mil e Uma Noites" - Antologia de Mulheres Esquecidas / Umcolectivo 2024 - Direção artística de  Cátia Terrinca  e Dramaturgia de Ricardo Boléo para RTP Play [] / Antena2
- 2025 - InComunidade - Revista Online de Pensamento e Criação, Direcção: Henrique Dória, Portugal
- 2025 - Na Casa de Maria Azenha (Ensaio) por Maria Estela Guedes, Coleção UNIVERSITAS, Edições Esgotadas, Porto/ Viseu/ Lisboa/ Aveiro, Portugal

## Música
Frequentou o Conservatório Nacional de Música em Coimbra.
- 1961 e 1963 Participou em Recital de Piano organizado pela Juventude Musical Portuguesa
- 2023 - EVOÉ, MARIA - Projecto Poético Sonoro de Maria Azenha, Gonçalo Antunes e Wladimir Vaz